# Elatostema wangii
Elatostema wangii är en nässelväxtart som beskrevs av Q.Lin och L.D.Duan. Elatostema wangii ingår i släktet Elatostema och familjen nässelväxter. Inga underarter finns listade i Catalogue of Life.